# Temporal (canción)
«Temporal» es una canción del cantante portorriqueño Ozuna en colaboración con Willy Rodríguez, cantante de Cultura Profética. Se lanzó el 24 de marzo de 2020 como el noveno sencillo de su tercer álbum de estudio Nibiru.

## Antecedentes y lanzamiento
Ozuna para la promoción del álbum comenzó a divulgar "Planeta Nibiru", una serie de videoclip inicialmente formado por cinco capítulos en total. Finalmente, «Temporal» se estrenó el 24 de marzo de 2020, como el sexto episodio de la serie. El tema fue anunciado el mismo día de su lanzamiento a través de las redes sociales de Ozuna.

## Composición
El tema fue escrito por Ozuna, junto a José Aponte, Willy Rodríguez, Carlos Mercader, Joseph Vélez y Freddie Lugo, mientras que su producción es llevada a cabo por Mercader, Yofred Music y Alex Killer, la pista se distingue por su ritmo reggae, con un tono suave y romántico.

## Vídeo musical
El video musical de «Temporal» se estrenó el 24 de marzo de 2020. El material audiovisual formó parte de una serie de vídeos que Ozuna sube a sus plataformas en YouTube, siendo el capítulo seis. El vídeo fue dirigido por Colin Tiley. En él se ve al artista dando un concierto improvisado en un terreno parecido a un desierto.

## Historial de lanzamiento
| País   | Fecha               | Formato                     | Discográfica            | Ref   |
| ------ | ------------------- | --------------------------- | ----------------------- | ----- |
| Varios | 24 de marzo de 2020 | Descarga digital, Streaming | Aura Music y Sony Latin | [ 9 ] |